# Evangelische Pfarrkirche (Maroldsweisach)

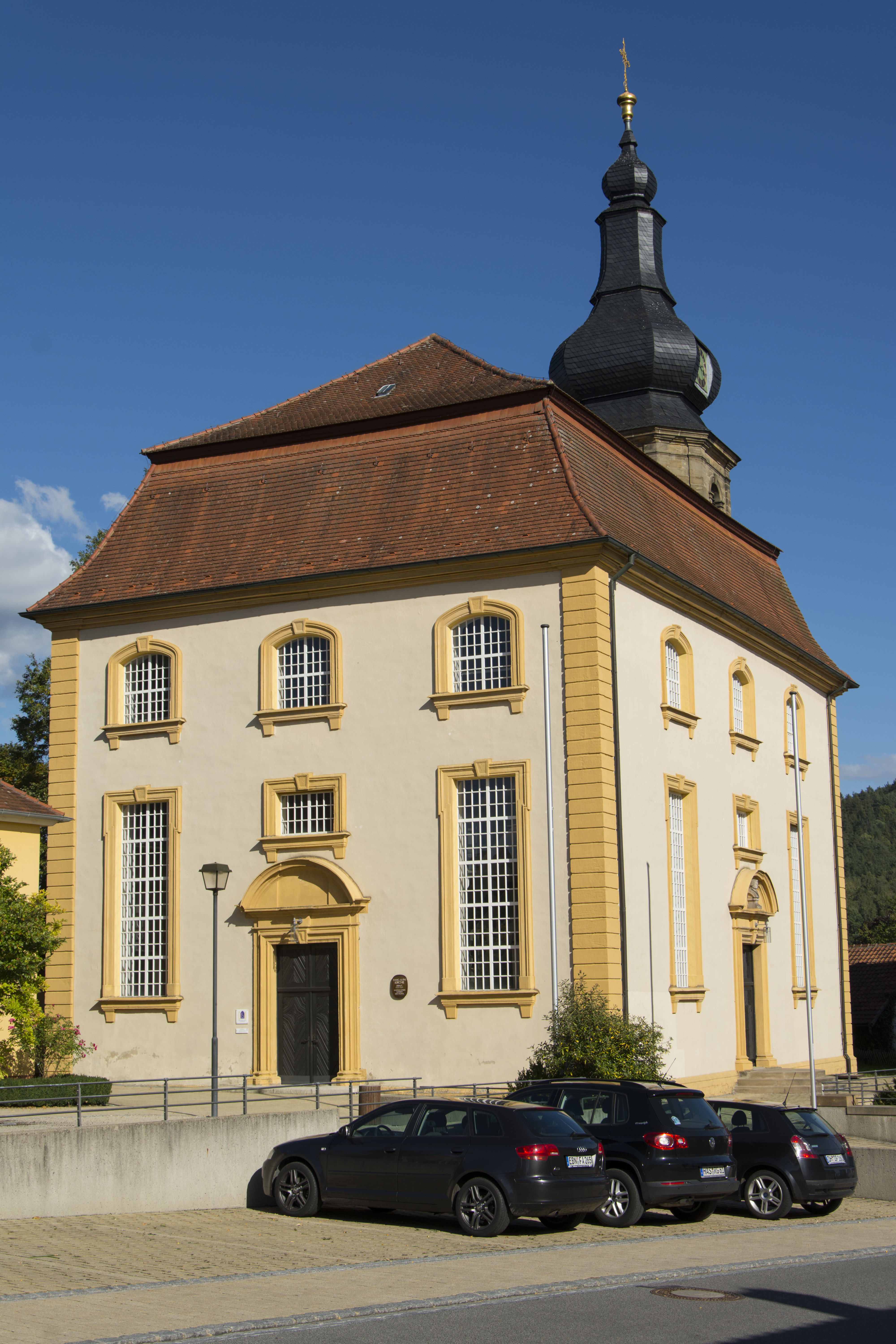
Evangelische Pfarrkirche in Maroldsweisach

Die denkmalgeschützte Evangelische Pfarrkirche steht in Maroldsweisach, einem Markt im Landkreis Haßberge (Unterfranken, Bayern). Der Kern des Chorturms entstand im 16. Jahrhundert. Die Pfarrkirche gehört zum Dekanat Rügheim im Kirchenkreis Bayreuth der Evangelisch-Lutherischen Kirche in Bayern.

## Beschreibung
Das mit einem Mansardwalmdach bedeckte Langhaus der barocken Saalkirche wurde 1723–25 nach einem Entwurf von Johann Georg Salb gebaut. Die unteren Geschosse des Chorturms im Osten stammen aus dem 16. Jahrhundert. Er wurde 1782 nach einem Entwurf von Johann Joseph Vogel erhöht und mit einer schiefergedeckten Welschen Haube bedeckt, die die Turmuhr beherbergt. In seinem Glockenstuhl hängen vier Kirchenglocken, von denen drei von Friedrich Wilhelm Schilling gegossen wurden, über denen die vierte historische hängt. Der Innenraum des Langhauses ist an den Längsseiten mit doppelstöckigen Emporen ausgestattet. Zur Kirchenausstattung gehört ein Kanzelaltar, über der die Orgel auf einer Empore steht. Ihr gegenüber befindet sich die Patronatsloge auf einer Empore.